# Bò xám
Bò xám (danh pháp: Bos sauveli) còn gọi là bò Kouprey là động vật hoang dã thuộc họ Bovidae cư ngụ chủ yếu trong các vùng rừng núi thuộc miền bắc Campuchia, nam Lào, đông Thái Lan và tây Việt Nam. Chúng được phát hiện năm 1937.

## Phân loại và phát sinh loài
Các nghiên cứu gần đây của trường đại học Northwestern tại London trên trang Journal of Zoology cho thấy khi so sánh chuỗi mitochondria, bò xám có thể là là loài lai giữa bò u và bò banteng. Tuy nhiên nhà khoa học Pháp Alexander Hassanin và Anne Ropiquet của Viện bảo tàng quốc gia về Lịch sử tự nhiên ở Paris thì cho rằng bò xám Kouprey là một loài riêng. Cả hai trường phái đểu đồng ý rằng cần tiến hành thêm nhiều xét nghiệm trước khi có thể đi đến kết luận cuối cùng.

## Mô tả

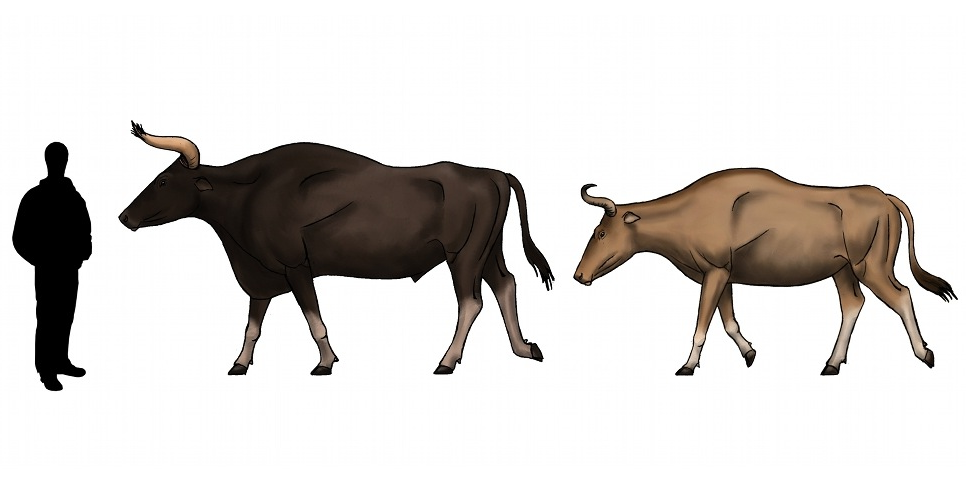
So sánh kích thước giữa một con bò xám đực và cái với con người.

Bò xám đực có thể dài tới 2 m và nặng từ 680 tới 900 kg (1.500 - 2.000 lb). Chúng có thân dài nhưng dẹt, chân dài và có bướu trên lưng. Bò xám có lông màu xám, nâu đen hay đen. Cặp sừng của bò xám cái có hình dạng như chiếc đàn lia, cong về phía trên giống như sừng linh dương. Cặp sừng của con đực vòng hình cung rộng hơn và cong lên và chĩa về phía trước. Sừng bò đực dài gấp đôi sừng bò cái và thường bị tước xòe ở mũi sừng trông như cặp đũa bông. Cả hai giới đều có lỗ mũi hình chữ V và đuôi dài. Bò xám có hai ngón chân móng guốc ở phần trung tâm của phần móng guốc. Ngón chân trỏ và ngón út là móng guốc nhỏ hơn, gần với xương mắt cá chân. Bò xám đực có yếm dài tới 40 cm (16 inch). Trong điều kiện tự nhiên chúng có thể sống tới 20 năm.

## Khu vực sinh sống
Bò xám sinh sống trên những sườn đồi thấp và ăn cỏ. Chúng là loài động vật ăn cả ngày lẫn đêm, ban đêm chúng ăn cỏ trong những khu vực rộng rãi ngoài trời và ban ngày chúng ăn cỏ dưới những cánh rừng. Chúng sống thành bầy đàn tới 20 con, chủ yếu là bò cái trưởng thành và bê con nhưng trong mùa khô thì có cả bò đực.

## Tập tính và sinh thái học
Thức ăn bò xám chủ yếu là cỏ thay vì lá cây hay đọt cành. Vì vậy chúng hay tụ tập ở những thửa rừng thoáng. Bò xám cái mang thai từ 8 đến 9 tháng, thời gian động đực và giao phối của chúng là vào khoảng tháng 4 hàng năm. Bê con và bò mẹ thông thường sống tách khỏi đàn cỡ 1 tháng ngay sau khi sinh.

## Nguy cơ và bảo tồn
Hiện nay, theo một số nguồn thì không còn quá 250 con bò xám trên toàn thế giới, chủ yếu ở Campuchia; ở Thái Lan, Lào, Việt Nam có lẽ đã tuyệt chủng. Sự suy giảm số lượng của chúng có lẽ chủ yếu là do việc săn bắn không thể kiểm soát được của những người dân địa phương cũng như những người lính trong Chiến tranh Đông Dương cũng như do bệnh tật do gia súc truyền sang hay sự mất dần khu vực sinh sống bởi nạn phá rừng làm nương rẫy của con người.
- Thế giới:
  - Đầu những năm 1900: Khoảng 2.000 (Curry-Lindahl 1972)
  - 1938: 800 (Humphrey & Bain 1990)
  - 1940: 1.000 (Burton & Pearson 1987)
  - 1951: 500 (Humphrey & Bain 1990)
  - 1964: 300 (Humphrey & Bain 1990)
  - 1969: 100 (Curry-Lindahl 1972)
  - 1970: 30 - 70 (Fitter 1974)
  - 1975: 50 (Humphrey & Bain 1990)
  - 1984: Có lẽ chỉ còn một vài chục con (Macdonald 1984)
  - 1986: Ít hơn 200 (Oryx 1986d)
  - 1988: 50 - 100 (Oryx 1988b)
  - 1988: 100 - 300 (WCMC/WWF 1997)
  - 1995: Vài chục con (Hendrix, 1995)
  - 2000: Nói chung được cho là ít hơn 250 (IUCN 2000)
  - 2003: Nói chung được cho là ít hơn 250 (IUCN 2004)
- Campuchia:
  - 1952: 500 (IUCN 1968)
  - 1959: 200 (Lekagul 1967)
  - 1964: 200 (IUCN 1968)
  - 1988: Ít hơn 200 (WCMC 1994)
- Lào:
  - 1988: 40 - 100 (WCMC 1994)
- Việt Nam:
  - 1988: 30 (WCMC 1994)

Tính đến năm 2004 sau mấy đợt săn lùng tìm bò xám tại Việt Nam mà không tìm được cá thể nào, các nhà chuyên môn cho rằng giống bò này đã tuyệt chủng tại Việt Nam.